# 楊揆一
楊 揆一（よう きいつ）は中華民国の軍人。南京国民政府（汪兆銘政権）の要人。字は黙庵。

## 事績
私塾、県庠を経て清末に湖北新軍に入る。湖北武備学堂卒業後は第8鎮砲兵第8標の管帯をつとめ、武昌起義に参加した。1912年（民国元年）、日本に留学し、陸軍士官学校歩兵科で学んだ。
福建督軍公署主任を経て、1932年（民国21年）、国民政府で駐鄂特派綏靖主任公署参謀長に任ぜられる。1936年（民国25年）、陸軍中将に昇進した。翌年1月、湖北省政府委員に任命され（当時の省政府主席は黄紹竑）、11月に同政府秘書長に就任した。1938年（民国27年）9月、軍事参議院参議に異動している。
1939年（民国28年）8月、楊揆一は汪兆銘（汪精衛）に合流し、中国国民党第6期（汪派）執行委員に選出された。翌1940年（民国29年）3月30日、南京国民政府（汪兆銘政権）が正式に成立すると、参謀本部政務次長に任ぜられ、部務（部長）代理をつとめた。あわせて中央政治委員会指定委員（以後4期務つとめる）、軍事委員会常務委員も兼任している。1941年（民国30年）3月、正式に参謀本部部長に昇格し、あわせて清郷委員会委員となる。12月、軍事委員会弁公庁主任も兼任した。
翌年6月、湖北省政府主席に任命される。翌月、軍事委員長駐武漢行営参謀長も兼ねた。1943年（民国32年）1月、湖北省省長（省政府主席の改組）となる。8月、全国商業統制総会武漢分会委員長となった。12月、湖北省の新国民運動促進委員会主任委員をつとめた。翌年4月、武漢綏靖主任公署主任となる。1945年（民国34年）3月、軍事参議院院長に異動した。
日本敗北後、楊揆一は国民政府に逮捕される。漢奸の罪に問われて死刑判決を受けると、1946年（民国35年）6月24日、南京雨花台で胡毓坤・凌霄と共に銃殺刑を執行された。享年62。

## 注
1. ↑  『大陸年鑑 昭和十八年』大陸新報社、400頁。
2. ↑  『国民政府公報』（南京）第1号、民国29年4月1日、国民政府文官処印鋳局、13頁。
3. ↑  毎日新聞社編、72頁及び益井、20頁による。鄭は「1945年冬」とするが、誤り。